# Speyertraktaten
Speyertraktaten var en kontrakt mellem Danmark-Norge og det Tysk-romerske rige, som blev underskrevet d. 23. maj 1544 ved en rigsdagssamling i Speyer, Tyskland.
Den danske konge Christian 3. havde indført en høj told på Øresundstolden for at prøve at gøre en ende på den hollandske handelsdominans i det baltiske område. Han havde forsøgt at spærre Øresund for hollandske skibe og planlagt et angreb på Holland, men en storm splittede flåden, og hjælp fra kongens allierede udeblev.
Kong Christian 3. blev under forhandlingerne presset af den katolske kejser Karl 5. og måtte acceptere, at hollandske byer fik fri handelsret i Danmark og blev ligestillet med Hansekøbmændene i Norge, at hollandske skibe kunne undgå at betale Øresundstold lige som han gav dem fri adgang til Østersøen. Et forsvarsforbund med Frankrig indgået i 1541 måtte opgives. I traktaten anerkendte kejser Karl 5. til gengæld Christian som konge af Danmark og lovede ikke at yde militær støtte til den afsatte Christian 2., som blev frigivet og i 1549 blev overført til Kalundborg Slot, hvor han levede de sidste ti år i relativ frihed.
I resten af Christian 3.s regeringstid var traktaten en hjørnesten i dansk udenrigspolitik, da Danmark blev holdt uden for fejderne mellem protestanterne og katolikkerne i Tyskland, så som Den Schmalkaldiske Krig. Hollands handelsdominans i Østersøen varede ved de næste to hundrede år.